# Trebungan (Taman Krocok)
Trebungan is een bestuurslaag in het regentschap Bondowoso van de provincie Oost-Java, Indonesië. Trebungan telt 1260 inwoners (volkstelling 2010).